# Za Haštalem
Ulice Za Haštalem na Starém Městě v Praze je krátká jednosměrná ulice, která vede od Haštalského náměstí na dětské hřiště se speciální dlažbou uvnitř uzavřeného bloku domů. Nazvána je podle nedalekého kostela svatého Haštala ze 14. století. Historický Dům Řásnovka na čísle 3 byl v roce 2013 rekonstruován a přidána byla nová 4-patrová budova. V roce 2017 byla u dětského hřiště instalována první komunitní zahrada na Praze 1, kde mohli obyvatelé využít několik dočasných záhonů o rozměru 1 metr čtvereční.

## Historie a názvy
Ulice vznikla ve středověku v okolí kostela svatého Haštala, který byl postaven na základech románské trojlodní baziliky z druhé poloviny 12. století. Vstup do ulice je mezi domem zvaným Starý špitál (Za Haštalem 754/1) a domem U Modré boty (784/2). Budova Starého špitálu sloužila v letech 1713-1789 řádu svaté Alžběty jako nemocnice, pak zchátrala a v roce 1965 byla restaurována jako novostavba. Podle archeologických výzkumů byl dům založen ve 13. století a ve 14. století ho koupil a věnoval fakultě svobodných umění nově založené Univerzity Karlovy pražský arcibiskup Arnošt z Pardubic (1297-1364). Původně se ulice nazývala "Slepá Haštalská", od roku 1947 má název "Za Haštalem".

## Budovy, firmy a instituce
- měšťanský dům (Starý špitál) - Za Haštalem 784/1, Haštalské náměstí 7[6]
- Dům U Modré boty - Za Haštalem 754/2, Haštalské náměstí 8[7]
- Dům Řásnovka - Za Haštalem 3[8]